# Palladiusz z Auxerre
Palladiusz z Auxerre (ur. ?, zm. 658) – święty katolicki, biskup.
Był opatem w klasztorze św. Germana (fra) Abbaye Saint-Germain d'Auxerre. Piastując urząd biskupa Auxerre zabiegał o przywrócenie dyscypliny kościelnej.
Jego wspomnienie obchodzone jest 10 kwietnia.